# 鹿児島県道446号十三谷重富線
鹿児島県道446号十三谷重富線（かごしまけんどう446ごう じゅうさんたにしげとみせん）は、鹿児島県霧島市から姶良市に至る一般県道である。

## 概要

### 路線データ
- 起点：鹿児島県霧島市横川町上ノ（鹿児島県道50号牧園薩摩線交点）
- 終点：鹿児島県姶良市平松（鹿児島県道57号麓重富停車場線交点）

## 路線状況

### 重複区間
- 国道504号（霧島市横川町上ノ）
- 鹿児島県道391号下手山田帖佐線（姶良市北山 - 姶良市寺師）

### 道路施設

#### トンネル
- 中甑隧道：延長43 m、1935年（昭和10年）竣工、姶良市

## 地理

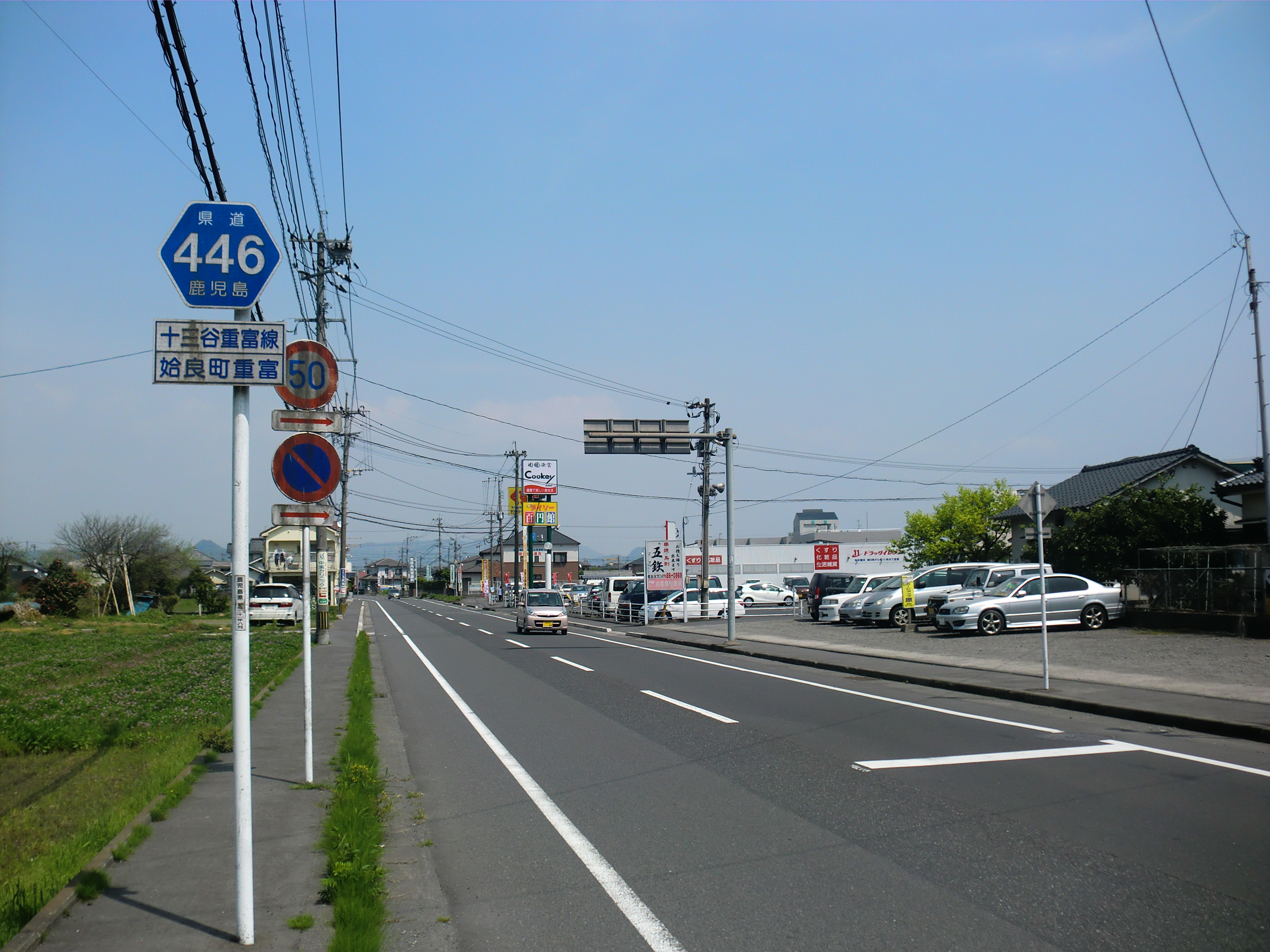
姶良市重富

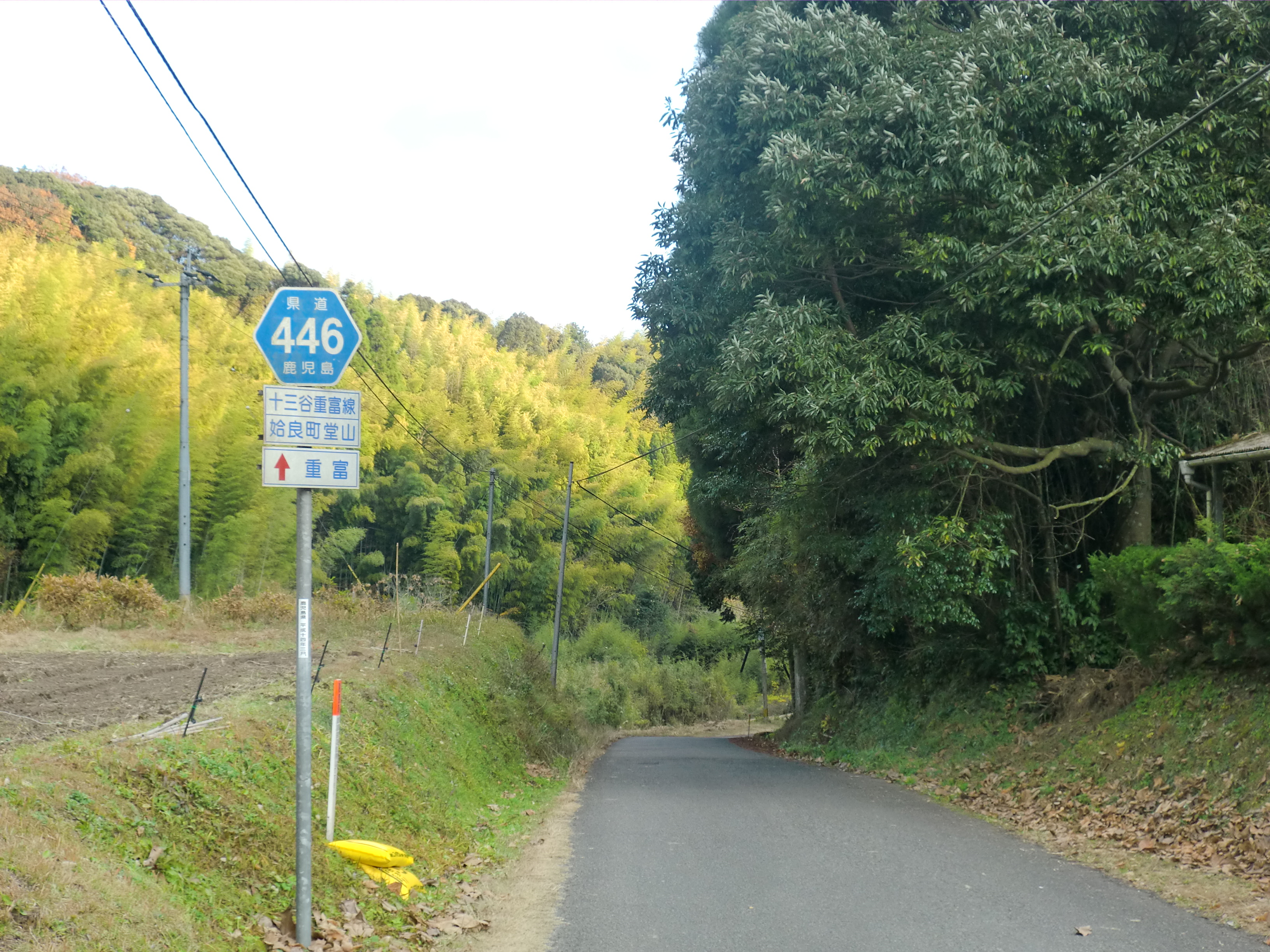
姶良市堂山

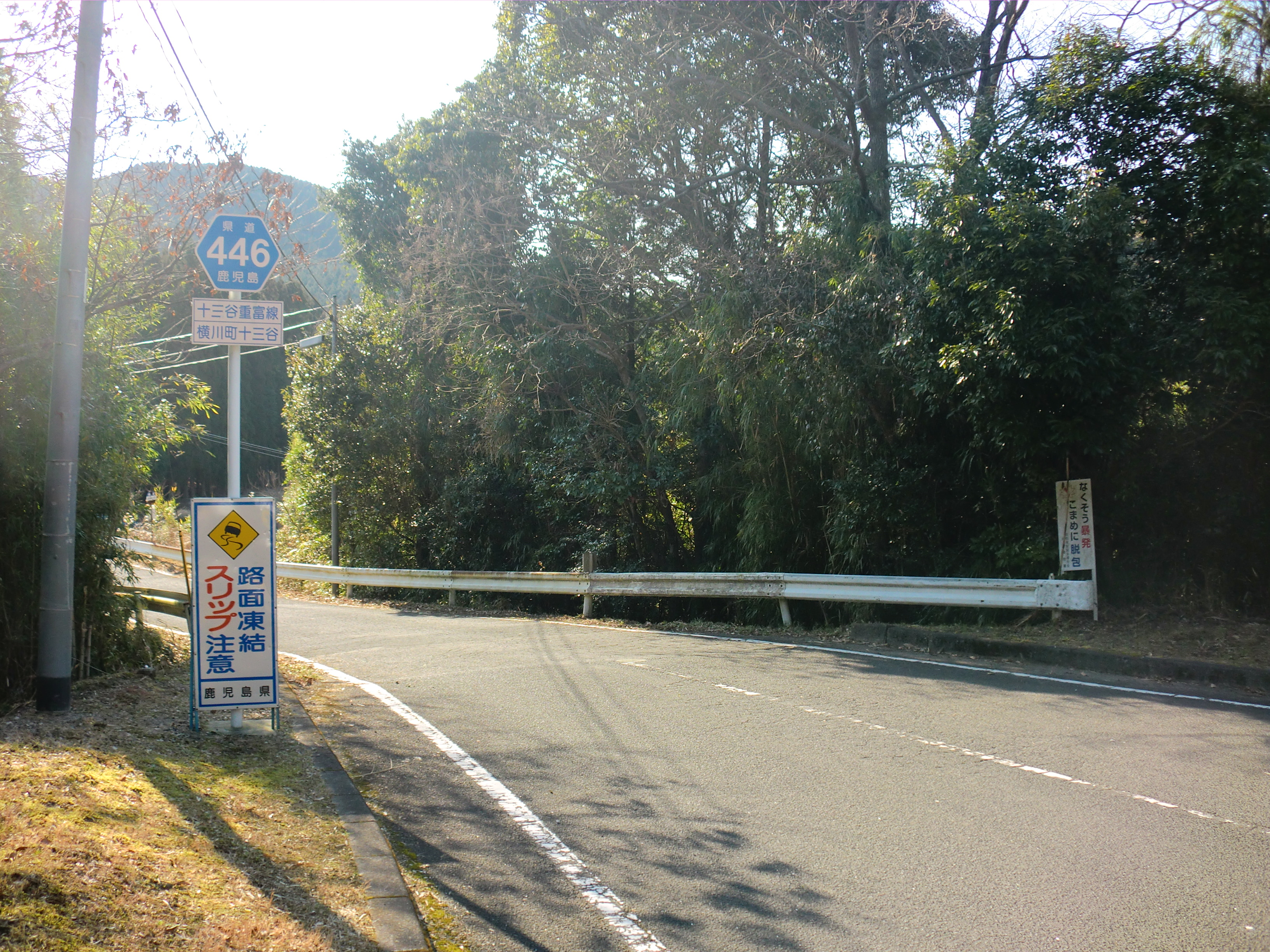
霧島市横川町十三谷

### 通過する自治体
- 霧島市
- 姶良市

### 交差する道路
| 交差する道路                               | 市町村名 | 交差する場所 | 交差する場所 |
| ------------------------------------------ | -------- | ------------ | ------------ |
| 鹿児島県道50号牧園薩摩線                   | 霧島市   | 横川町上ノ   | 起点         |
| 国道504号 重複区間起点                     | 霧島市   | 横川町上ノ   |              |
| 国道504号 重複区間終点                     | 霧島市   | 横川町上ノ   |              |
| 鹿児島県道462号堂山宮之城線                | 姶良市   | 北山         |              |
| 鹿児島県道391号下手山田帖佐線 重複区間起点 | 姶良市   | 北山         |              |
| 鹿児島県道391号下手山田帖佐線 重複区間終点 | 姶良市   | 寺師         |              |
| 鹿児島県道40号伊集院蒲生溝辺線             | 姶良市   | 寺師         |              |
| 鹿児島県道42号川内加治木線                 | 姶良市   | 増田         |              |
| 鹿児島県道57号麓重富停車場線               | 姶良市   | 平松         | 終点         |

### 沿線
- 鹿児島県県民の森
- 姶良市立北山小学校
- 姶良市立三船小学校
- 姶良ニュータウン